# La cara del moro
La cara del moro es una leyenda de la ciudad de Alicante (España) que trata sobre el origen de la silueta rocosa del monte Benacantil que, vista desde su vertiente sur, se asemeja al perfil de un rostro árabe.

## Leyenda

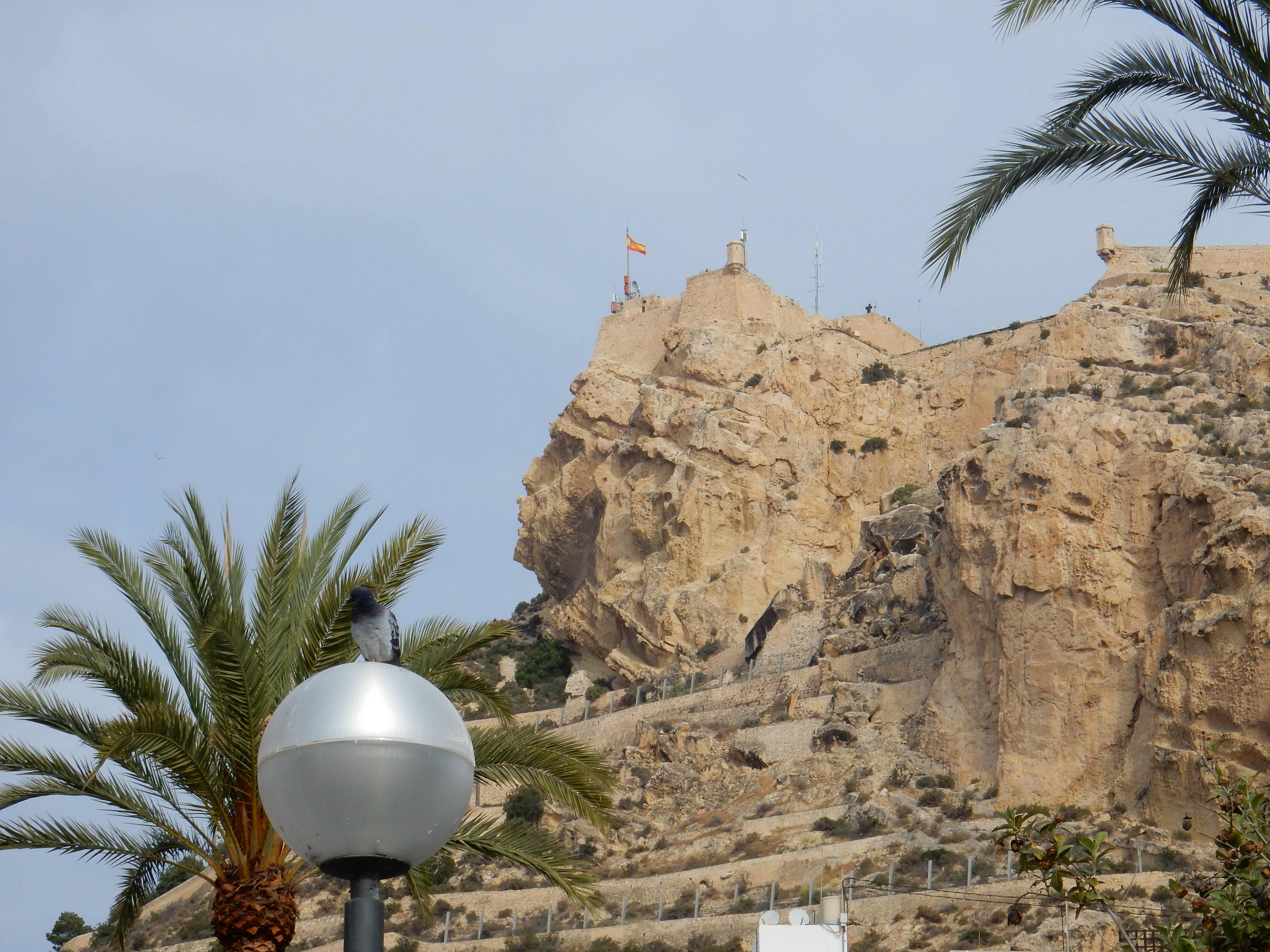
La cara del moro.

La leyenda de la cara del moro narra la historia del príncipe musulmán Ben-Abed-El Hacid, quien vivía en la fortaleza del Benacantil junto a su hija, Zahara. Ben-Abed era un hombre malvado y codicioso, cuya única preocupación era su riqueza y su hija. A pesar de sus intentos de encontrarle un marido a Zahara, esta se enamoró de Fernando, el hijo del enemigo cristiano de su padre.
Cuando Ben-Abed descubrió la relación entre Zahara y Fernando, decidió casar a su hija con el sultán de Damasco. Ante la negativa de Zahara, su padre la golpeó y ella confesó su amor por Fernando. Ben-Abed le prometió a su hija que mataría a Fernando y que nunca permitiría su unión. Después de una serie de eventos, Ben-Abed propuso un pacto a Zahara: si las laderas de Benacantil amanecían cubiertas de blanco, le permitiría casarse con quien quisiera; de lo contrario, tendría que obedecerlo hasta su muerte.
A la mañana siguiente, Zahara vio que los almendros del monte estaban en flor, aunque no había nevado. Sin embargo, llegó tarde para salvar a Fernando, quien ya estaba muerto. En su intento por salvarlo, ambos cayeron al precipicio y murieron. Al presenciar la tragedia, Ben-Abed también se lanzó al acantilado y murió, quedando su cuerpo atrapado entre los riscos.
Al día siguiente, la gente descubrió que la roca del monte Benacantil había tomado la forma de la cara de Ben-Abed, y se propagó la creencia de que había sido castigado divinamente, con su rostro quedando eternamente expuesto a los elementos naturales.